# 山矾生白粉菌
山矾生白粉菌（学名：Erysiphe symplocicola）是属于白粉菌目白粉菌科白粉菌属的一种真菌，寄生在山矾属植物上。该种分布于中国。